# لازلو زابو (ممثل)
لازلو زابو (بالمجرية: Szabó László)‏ هو كاتب سيناريو ومخرج وممثل مجري، ولد في 24 مارس 1936 ببودابست في المجر.

## وصلات خارجية
- لاسلو سابو على موقع IMDb (الإنجليزية)
- لاسلو سابو على موقع ألو سيني (الفرنسية)
- لاسلو سابو على موقع أول موفي (الإنجليزية)
- لاسلو سابو على موقع قاعدة بيانات الأفلام السويدية (السويدية)
- لاسلو سابو على موقع قاعدة بيانات الفيلم (الإنجليزية)
- لاسلو سابو على موقع كينوبويسك (الروسية)